# 湯浅正次

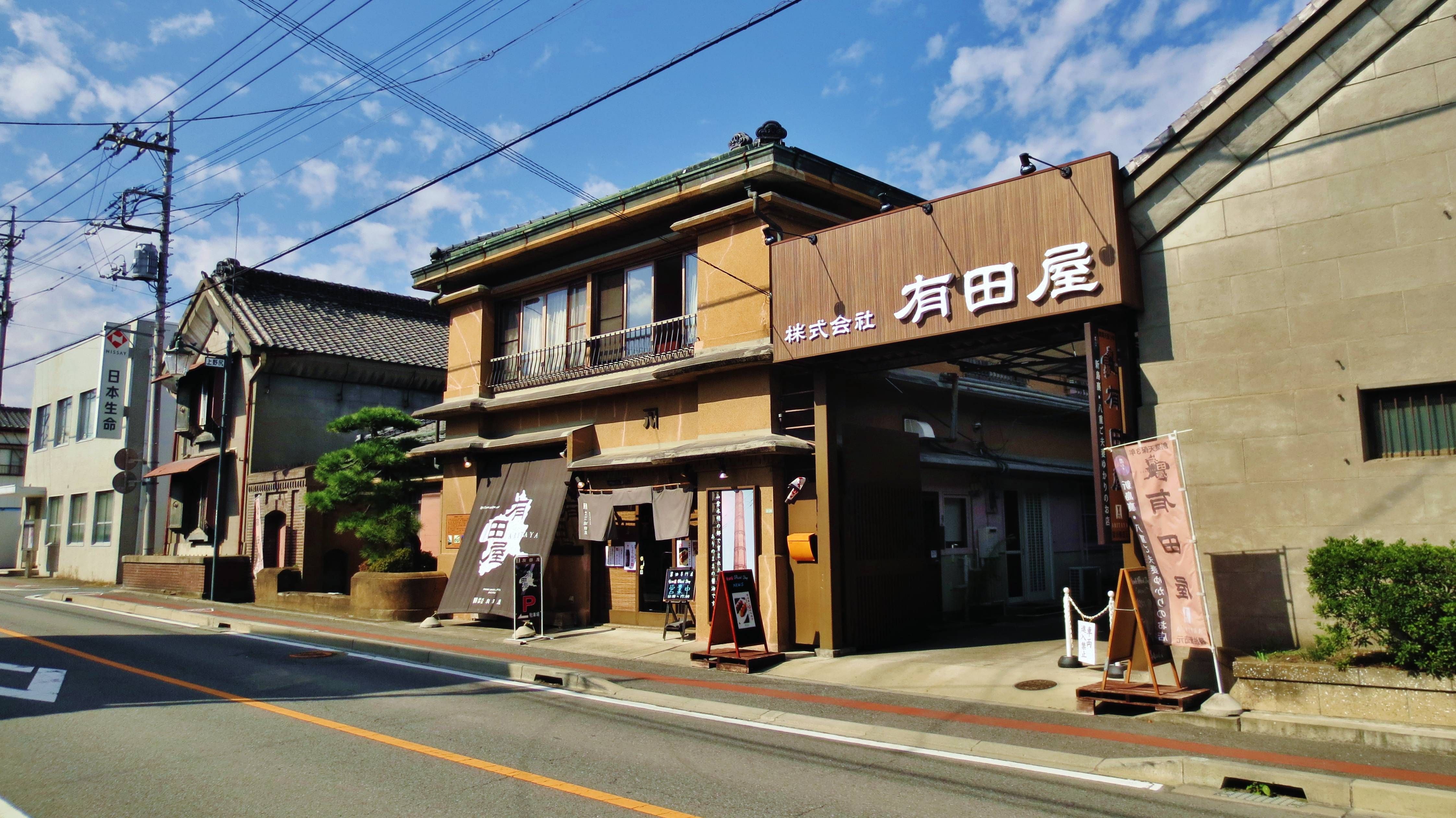
有田屋（群馬県安中市）

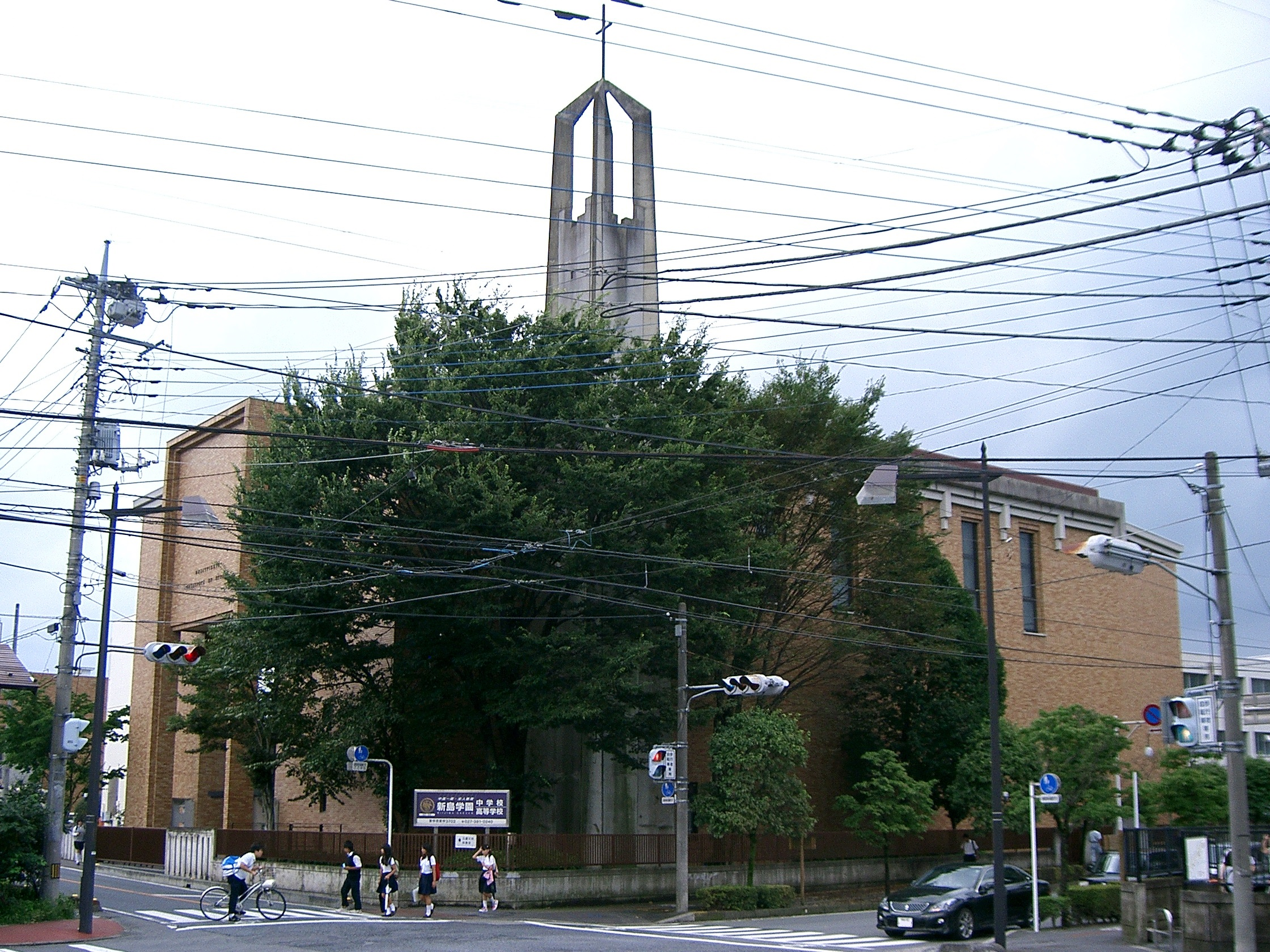
新島学園中学校・高等学校

湯浅 正次（ゆあさ しょうじ、1911年〈明治44年〉1月4日 - 1999年〈平成11年〉1月7日）は、日本の実業家・政治家。新島学園中学校・高等学校、新島学園短期大学創設者。安中市長を5期20年に渡って務めた。群馬県安中市出身。

## 経歴
1911年（明治44年）、群馬県碓氷郡安中町（現・安中市安中）に、湯浅三郎の四男として生まれる。実家湯浅家は天保3年（1832年）創業の醸造業有田屋を営んでおり、祖父治郎は衆議院議員・県会議員、父三郎は25年間にわたり安中町長を、さらに県会議員を務めた。
旧制高崎中学校（現・群馬県立高崎高等学校）を中退後、1947年（昭和22年）に有田屋代表取締役社長に就任して家業を継いだ。
1947年、財団法人新島学園（現・学校法人新島学園）を創設し、叔父の同志社総長・湯浅八郎を初代校長・理事長として招いた。八郎の没後は正次が学校法人新島学園の理事長となり、1983年（昭和48年）に新島学園女子短期大学（現・新島学園短期大学）を創設した。
1956年（昭和31年）群馬県醤油味噌工業協同組合長、1960年（昭和35年）安中市商工会長、同年から1964年（昭和39年）まで群馬県教育委員を務めた。
その後、政界に進出し、1971年（昭和46年）の安中市長選挙に出馬し当選。5期20年間にわたって安中市政を司った。
1973年（昭和48年）、1974年（昭和49年）紺綬褒章受章。

## 人物
- 大叔父に詩人の湯浅吉郎がいる。
- 伯父に大正期に活躍した洋画家の湯浅一郎がいる。
- 長男は学校法人新島学園前理事長の湯浅太郎。

## 関連文献
- 「新島学園５０年の歩み」編集委員会 編『新島学園50年の歩み』1997年。